# Margelana pamirica
Margelana pamirica là một loài bướm đêm trong họ Noctuidae.